# A repülő tőrök klánja
A repülő tőrök klánja (kínaiul: 十面埋伏, pinjin: shí miàn mái fú, magyaros átírással: Si mien maj fu, ismert angol címén House of Flying Daggers) egy 2004-es kínai romantikus harcművészeti vuhszia (wuxia)film, melyet Csang Ji-mou (Zhang Yimou) rendezett. A főszerepben Andy Lau, Kanesiro Takesi és Csang Ce-ji (Zhang Ziyi) látható, a zenét a japán Umebajasi Sigeru szerezte.

## Történet
A Tang-dinasztia hanyatló korszakában játszódik a történet. A kormány szabadcsapatok ellen harcol, melyek közül az egyik legerősebb a Repülő Tőrök Klánja. Két fiatal kapitány Csin (Jin) (Kanesiro Takesi) és Leo (Andy Lau) a klán vezérét akarja elfogni. Csin (Jin) magányos harcosnak álcázza magát és kiszabadítja a börtönből a vak forradalmárlányt, Mejt (Meit), s elnyeri a bizalmát. A lány elvezeti a klán főhadiszállására.

## Szereplők
| Szerep   | Színész           | Szinkronhang   |
| -------- | ----------------- | -------------- |
| Jin      | Takeshi Kaneshiro | Görög László   |
| Leo      | Andy Lau          | Kerekes József |
| Xiao Mei | Zhang Ziyi        | Roatis Andrea  |
| Yee      | Dandan Song       | Orosz Anna     |

## Kritikai fogadtatás
A film rendkívül pozitív kritikai visszhangot váltott ki, már a Cannes-i filmfesztiválon is, ahol húsz percig állva tapsolták. A Metacritic 100 pontból 89-et adott a filmnek, a Rotten Tomatoes pedig 160 kritikus véleményét összesítve 88%-osra értékelte az alkotást.
A film számos díjat nyert és jelölték Oscar- valamint BAFTA-díjra is.